# Aniak (cratère)
Le cratère Aniak est un cratère d'impact de 50,97 km de diamètre situé sur Mars dans le quadrangle de Thaumasia. Il a été nommé en référence à la ville d'Aniak en Alaska, aux États-Unis.